# Прелат Фьоккетто
Прелат Фьоккетто — титул, предназначенный для четырёх специальных прелатов Римской курии. Как правило, этими должностными лицами были:
- Вице-камерленго Святой Римской Церкви;
- Генеральный аудитор Апостольской Палаты;
- Генеральный казначей Апостольской Палаты;
- Папский мажордом.

Название «fiocchetto» происходит от итал. fiocco (бант), который повязывали на голову коней этих прелатов, едущих верхом во время парадов и шествий. Это название относится к традициям рыцарской геральдики, которая предусматривает, чтобы конь был украшен символами едущего на нём дворянина.
Тем не менее этот титул был отменён папой римским Павлом VI в motu proprio Pontificalis Domus 1968 года. Сохранившаяся должность вице-камерленго в настоящее время отдаётся архиепископу.
Геральдическим гербом прелата Фьоккетто является фиолетовое галеро с десятью красными кисточками по бокам, соединенными шнуром того же красного цвета.